# Wilhelm Grashoff
Wilhelm Grashoff (* 29. Februar 1828 in Stolzenau; † 19. Mai 1903 in Meppen) war ein evangelisch-lutherischer Pfarrer.

## Leben
Wilhelm Grashoff war Sohn eines Bäckers und entstammte einer Familie aus der Grafschaft Hoya, die sich nach dem Grashof in Nendorf benannte und später in Stolzenau ansässig wurde. Er studierte seit 1847 evangelische Theologie an der Georg-August-Universität Göttingen und wurde am 22. Januar 1848 Mitglied des Corps Hanseatia II Göttingen, welches am 19. Februar 1848 Tradition, Namen und Farben des seinerzeit suspendierten Corps Hannovera Göttingen übernahm und fortführte.
Nach bestandenen Examen erhielt er seine erste Stelle als zweiter Pastor in Quakenbrück. 1858 wurde er Pastor der neu erbauten Evangelische Kirche zu Meppen und betreute diese Diasporagemeinde bis zu seinem Tod. Er gründete 1868 in Meppen eine evangelische Konfirmationsanstalt und wurde 1873 Superintendent in Meppen. 1881 wurde er, nachdem er bei der entsprechenden Wahl bereits einmal übergangen worden war, zum Konsistorialrat gewählt. 1882 war Grasshoff Gründer und erster Leiter des Vereins für Innere Mission in Osnabrück. Er war Verfasser zahlreicher theologischer Schriften. Er war verheiratet mit Elsbeth Sophie geb. Gebhard. Aus der Ehe gingen vier Söhne und eine Tochter hervor, darunter der in Geestemünde verdiente Verwaltungsjurist Hans Grashoff.

## Schriften
- Alttestamentliche Bibelstunden in 8 Bänden
- Vom Paradiese bis zum Nebo. Der Gang durch den Vorhof des Alten Testamentes zum Tische des Herrn. Ein Beicht- und Kommunionbüchlein, Hermannsburg 1893.
- Meditationen. Der Gang durch die Propheten des Alten Testaments, Hermannsburg 1894.
- Die andere Welt. Die Endgeschichte nach der Offenbarung St. Johannis und das ewige Leben, Berlin 1898.